# Prințesă

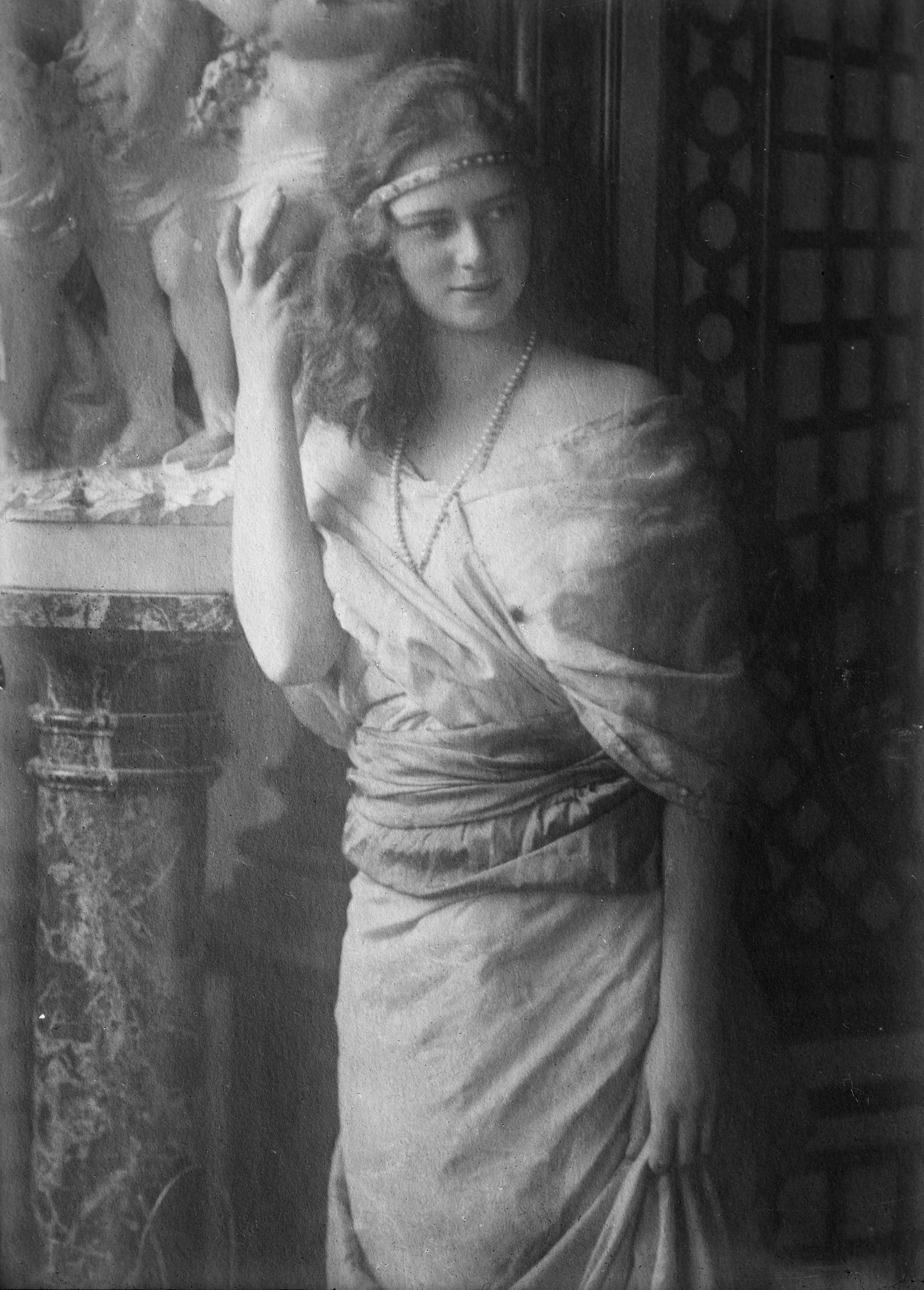
Prințesa Ileana a României

Prințesa este forma feminină a prințului (latină: princeps, însemnând cetățean principal). Cel mai adesea, termenul a fost folosit pentru consoarta unui prinț sau fiicele acesteia, femei ale căror statut în viață depindea de relația lor cu un prinț și care puteau fi dezmoștenite și deposedate de titlu dacă astfel se alegea.
Cum femeile au câștigat ușor autonomie sporită în istoria europeană, titlul de prințesă a devenit pur și simplu echivalentul feminin pentru prinț și nu implică obligatoriu controlul sau apartenența la un principat. În unele cazuri, o prințesă este șeful statului ereditar feminin al unei provincii sau alt teritoriu semnificat sub drepturile sale. Înțelesul antic încă se aplică în Europa și astfel o femeie de rând care se mărită cu un prinț va deveni aproape în orice caz prințesă, însă un bărbat de rând care se însoară cu o prințesă nu va deveni prinț aproape niciodată. Implicația constă în faptul că dacă bărbatul ar deține echivalentul masculin al titlului, atunci el ar avea rang superior soției sale, deși fără descendență regală.
În multe dintre familiile regale europene, regele acordă moștenitorilor săi putere teoretică sau practică asupra unor principate, pentru a-i pregăti pentru domnie sau pentru a le oferi rang social. Această practică a făcut ca mulți oameni să se întrebe de-a lungul timpului dacă „prinț” și „prințesă” sunt titluri rezervate rudelor de gradul I al unui rege sau al unei regine. De fapt, majoritatea prințeselor din istorie nu erau astfel de rude a unei familii regale.
Adesea folosit pentru a arăta afecțiune, termenul de „prințesă” și-a extins înțelesul la americani, denotând orice femeie de popularitate excepțională, precum „prințesele” balurilor liceale sau concursurilor de frumusețe. Din princina acestei folosiri noul termen de „prințesă” folosit în argou sugerează o persoană egoistă sau tânără. Termenul referindu-se la cel de-al doilea sens anterior a fost folosit pentru a descrie un personaj interpretat de către actrița Molly Ringwald în filmul adolescent Clubul micului dejun și magazinele Target oferă acum spre achiziționare tricouri având cuvântul „Prințesă” pe acestea, pentru persoane care doresc să acapereze atenția.

## Îmbrăcăminte tipică pentru prințese
Prințesele poartă de obicei, atât în ficțiune cât și în realitate, rochii — de obicei rochii de bal. Pe cap, o coroană, diademă sau o tiară.

## Prințese istorice
- Prințesă Caraboo, de fapt o femeie britanică modestă care pentru o vreme s-a dat drept prințesă a unei insule exotice
- Diana, Prințesă de Wales
- Grace Kelly, soția Prințului Rainier de Monaco
- Kaiulani de Hawaii
- Marie Thérèse Louise de Savoie-Carignan, Prințesă de Lamballe, însoțitoarea Mariei Antoinette, regina Franței
- Sayyida Salme (cunoscută și drept Emily Ruete) (1844-1924), Prințesă de Zanzibar și Oman
- Prințesa Sisi, Elizabeta de Bavaria, Austria

## Prințese actuale
- Belgia: Mathilde, Elisabeta, Astrid, Luisa Maria, Maria Laura, Laetitia Maria, Claire și Louise
- Bulgaria: Prințesă Kalina de Saxa-Coburg și Gotha (singura fiică a fostului țar Simeon al II-lea al Bulgariei)
- Regatul unit al Marii Britanii: Ana, Beatrice, Eugenie, Sophie, Alexandra, Katharine, Marie-Christine și Birgitte.
- Burundi: Esther Kamatari, o emigrantă de 35 de ani, care se întoarce în Burundi pentru a candida la președinție
- Danemarca: Maria, Alexandra, Benedikte și Elisabeta
- Japonia: Masako, Aiko, Kiko, Kako, Mako, Hanako, Yuriko, Nobuko, Akiko, Yohko, Hisako, Tsuguko, Noriko și Ayako.
- Iordania: Basma bint Talal, o apărătoare a drepturilor copiilor si femeilor, Haya bint Hussein, Sana Asem, Noor bint Asem bin Nayef
- Liechtenstein: Marie Aglaë, Sophie, Marie-Caroline, Angela, Marie, Georgina, Tatiana, Isabelle, Margareta, Maria-Annunciata, Marie-Astrid și Nora.
- Monaco: Antoinette, Caroline și Stéphanie
- Maroc: Lalla Salma, Lalla Asma, Lalla Hasna și Lalla Meryem
- Norvegia: Mette-Marit, Ingrid Alexandra, Martha Louise, Ragnhild și Astrid
- Olanda: Máxima, Catharina-Amalia, Alexia, Laurentien, Mabel, Margriet, Marilene, Annette, Anita și Aimée.
- Portugalia: Soraia și Krystal Isabel
- Spania: Letizia, Leonor, Sofía, Elena, Cristina, Pilar și Margarita
- Suedia: Victoria, Madeleine, Lilian, Margaretha, Birgitta, Désirée și Christina
- Uganda: Elizabet din Toro, prima femeie avocat a țării sale, fost top-model; de asemenea a deținut un post de ministru și a fost ambasadoare în guvernul lui Idi Amin.
- Grecia: Marie-Chantal, Maria Olimpia, Alexia, Theodora și Irene.

Notă: deși Grecia este republică după abolirea monarhiei, aceste titluri sunt acordate ca semn de respect în unele țări, cum ar fi Danemarca, așa că sunt incluse în această listă.

## Prințese fictive
- Xena, Prințesa Războinică

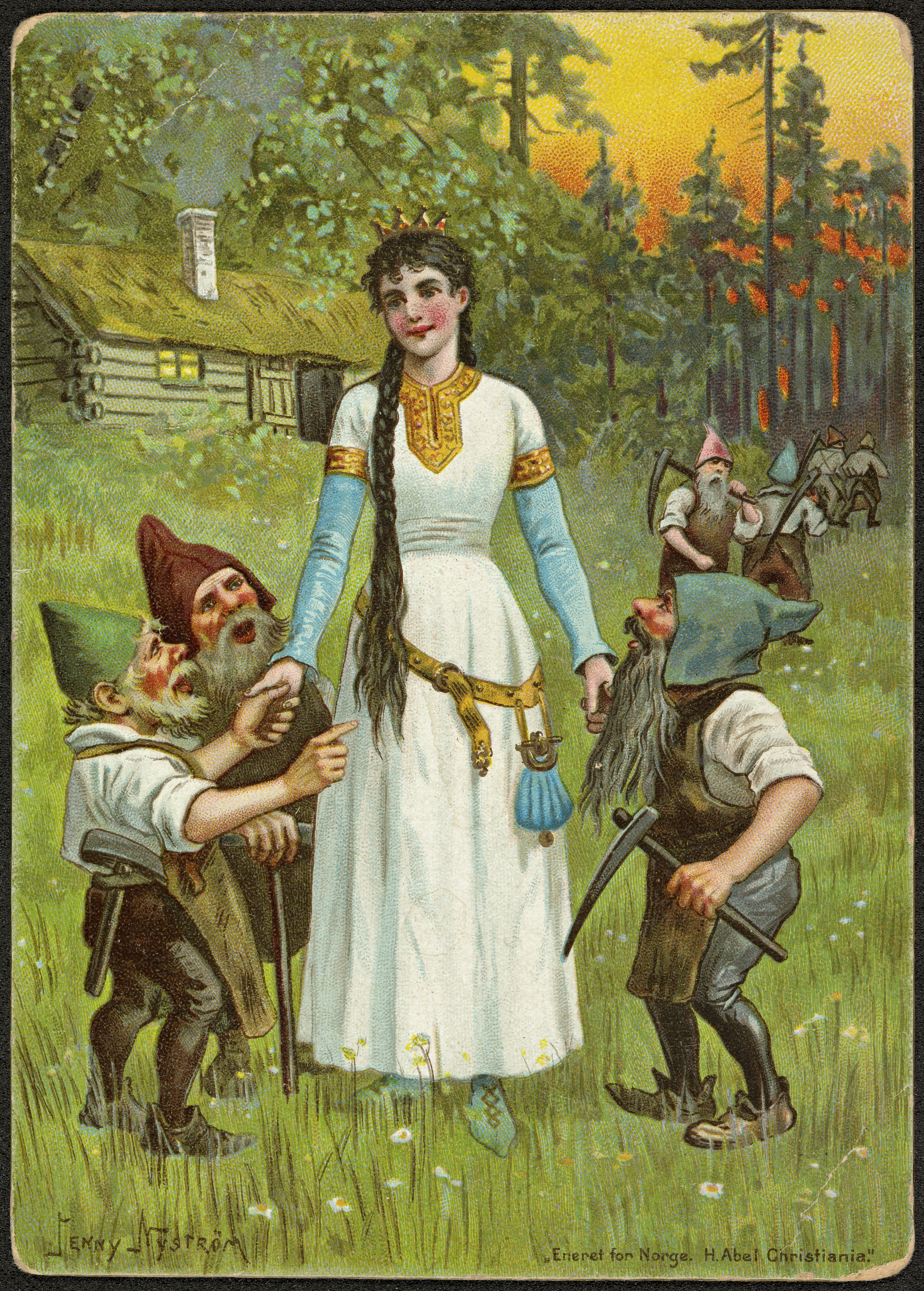
Prințesa Albă ca Zăpada

- Anya Smith - rolul care i-a adus un Oscar lui Audrey Hepburn în filmul Roman Holiday
- Diana Amazoana, cumoscută și ca Wonder Woman
- Emeraude din Magic Knight Rayearth
- Ororo, cunoscută și ca Storm din X-Men
- Prințesa Adora din Eternia, cunoscută și ca She-Ra
- Ariel din filmul Mica Sirenă al Studiourilor Disney
- Jasmine din filmul Aladdin al Studiourilor Disney
- Albă ca Zăpada
- Aurora, Frumoasa Adormită
- Belle din filmul Frumoasa și Bestia al Studiourilor Disney
- Cenușăreasa
- Leia Organa din Alderaan
- Lasaraleen Tarkheena din The Chronicles of Narnia (de fapt nu e o prințesă, dar este de viță nobilă)
- Eilonwy din Chronicles of Prydain
- Perdita din The Winter's Tale, de William Shakespeare
- Goneril, Regan, și Cordelia, fiicele Regelui Lear
- Garnet Til Alexandros, Final Fantasy IX
- Marle din jocul video Chrono Trigger
- Prințesa Zelda, din popularul joc video pentru console Nintendo
- Prințesa Peach, din universul Super Mario
- Prințesa Daisy, din universul Super Mario
- Ayeka și Sasami din Tenchi Muyo!
- Cagalli Yula Athha din Mobile Suit Gundam Seed și Mobile Suit Gundam Seed Destiny
- Princess Serenity și Chibiusa din Sailor Moon
- Hana din Ojamajo Doremi
- Prințesa Sirenă din Mermaid Melody Pichi Pichi Pitch
- Prițesa Melisande din povestea pentru copii Melisande (or Long and Short Measure) de Edith Nesbit
- Prințesa Irene din The Princess and the Goblin și The Princess and Curdie de George Macdonald.
- Prințesa Fiona din Shrek
- Mia Thermopolis, prințesă de Genovia (un regat imaginar) din The Princess Diaries
- Prințesa Clara din Drawn Together
- Prințesa Kitana de Edenia din Mortal Kombat
- Haramis, Kadya și Anigel, cele trei prințese de Ruwenda, din Trillium